# 祇園寺 (高梁市)
祇園寺（ぎおんじ）は、岡山県高梁市にある真言宗善通寺派の寺院。山号は補陀落山、院号は感神院、本尊は千手観音菩薩。

## 歴史
祇園山（標高550メートル）の山頂に位置しており、弘仁3年（812年）に空海の開山と伝わる。建武年間（1334年 - 1336年）に兵火によって伽藍を焼失し、現在の本堂は延宝6年（1678年）に再建されたものという。江戸時代には松山城の城主であった水谷氏に庇護された。寛政3年（1791年）の「備中国古義真言宗本末帳」によれば元々は仁和寺（真言宗御室派）に属する中本寺で、末寺としては西光寺1つのみであった。
境内には寺の鎮守として牛頭天王を祀る祇園宮（牛頭天王社）が現存しており、これは水谷勝隆により正保2年（1645年）に再建されたもの。こうしたことから寺は京都の八坂神社との関連があったと考えられるが、1884年（明治17年）の火災により客殿と庫裏を焼失した際に古文書など寺に関する記録や寺宝の多くを失ったため、現在では詳細を確認出来ないという。

## 文化財
- 石造宝塔（県指定重要文化財）[5]

高さ3.58メートルの花崗岩造で、延文2年（1357年）造立。刻まれた銘文から、栄覚という僧が隆善という人物を中心に寄進を受けて建てられたとされる。皷神社宝塔（国指定重要文化財）との類似点が指摘されている。
- 千手観音・両脇侍像（市指定文化財）[6]

本尊の千手観音像と脇侍の不動明王や毘沙門天からなる。千手観音像は像高170センチの寄木造、中央で印を組む二手と、左右20手ずつの40手となっており、足裏に天文24年（1555年）に修理した旨の記述があった。脇侍の2体も寄木造で、造形から平安時代末期のものと考えられているが、損傷が激しかったことから2001年（平成13年）に修理された。
- 十三重層塔（市指定文化財）[6]

境内に立つ花崗岩の十三重層石塔で高さ5メートル。鎌倉時代初期から中期の作と考えられているが、十三層目笠部の造形には時代的な疑問も呈されているという。
- 祗園の天狗大スギ（県指定天然記念物）[6]

境内にある牛頭天王社のそばにある高さ32メートル、根回り12メートルのスギの巨木で、弘法大師の手によって植えられたとの伝説がある。地上5～6メートル付近から8本の枝に分かれており、東側の枝は連理になっている。かつて樹上に天狗が現れたのを見たことから天狗杉と呼ばれるようになったと言い、樹皮を噛めば歯痛が止まるとも言い伝えられていた。
また、毎年8月27日の夏祭りで踊られる「祇園踊」は300年の歴史があるという